# 橋本鞠衣
橋本 鞠衣 （はしもと まりえ、8月21日 - ）は、日本の女性声優。ゆーりんプロ所属。福岡県出身。

## 経歴
- 専門学校 九州ビジュアルアーツ
- ゆーりんプロ

## 人物

### 趣味・趣向
- 趣味・特技は料理、クラシックバレエなど[1]。

## 出演
太字はメインキャラクター。

### テレビアニメ
- パパンが応援団（パンダ）
- パズドラ（2020年、龍二ファンB[初出 1]）
- 球詠（2020年、藤田菫[初出 2]）
- ダンス・ダンス・ダンスール（2022年、レッスン生A[初出 3]）
- 異世界召喚は二度目です（2023年、ディスティニア国王女[2][初出 4]）
- パーティーから追放されたその治癒師、実は最強につき（2024年、サーベリア[3][初出 2]）
- 俺は星間国家の悪徳領主!（2025年、アナウンサー[初出 5]、カウンターレディ[初出 6]）

### ゲーム
- モンスターストライク （祝融）
- クイズRPG 魔法使いと黒猫のウィズ（2019年、ノーヴァ・エルビス）
- ウチの姫さまがいちばんカワイイ（アフロディーテ）
- 妖怪百姫たん！（ぶるぶる、キキョウ）
- 感染×少女（カンデラリア）
- ナイツクロニクル～黒の騎士団～（トリシア、カレン）
- アルケミアストーリー（リクル）

### 舞台
- ゆーりんプロデュース公演
  - 君姫　
  - 眠れる森の魔女~After the Snow White~
  - 詩と語りと芝居で紡ぐ 智恵子抄

### 初出話一覧
1. ↑  第100話初出
2. 1 2  第2話初出
3. ↑  第10話初出
4. ↑  第1話初出
5. ↑  第9話初出
6. ↑  第12話初出